# Scyphostelma chimboracense
Scyphostelma chimboracense är en oleanderväxtart som först beskrevs av Morillo, och fick sitt nu gällande namn av Liede och Meve. Scyphostelma chimboracense ingår i släktet Scyphostelma och familjen oleanderväxter. Inga underarter finns listade i Catalogue of Life.